# Baños de Montemayor (kommunhuvudort)
Baños de Montemayor är en kommunhuvudort i Spanien.   Den ligger i provinsen Provincia de Cáceres och regionen Extremadura, i den centrala delen av landet, 180 km väster om huvudstaden Madrid. Baños de Montemayor ligger 696 meter över havet och antalet invånare är 643.
Terrängen runt Baños de Montemayor är kuperad åt nordväst, men åt sydost är den bergig. Runt Baños de Montemayor är det ganska glesbefolkat, med 43 invånare per kvadratkilometer. Närmaste större samhälle är Béjar, 11,3 km nordost om Baños de Montemayor. 